# رزیدنت ایول: بازمانده
رزیدنت ایول: بازمانده (به انگلیسی: Resident Evil Survivor) یک بازی ویدئویی به سبک لایت گان شوتر و عنوان یک نسخه فرعی از مجموعه رزیدنت ایول است که توسط شرکت کپ‌کام برای نخستین بار در سال ۲۰۰۰ برای کنسول پلی‌استیشن ساخته و منتشر شد. پس از دو سال از انتشار نسخهٔ نخست آن، این بازی در سال ۲۰۰۲ برای مایکروسافت ویندوز و رایانه‌های خانگی تنها در چین و تایوان عرضه شد. از این بازی به عنوان اصلی‌ترین انحراف از خط داستانی و بازی سری رزیدنت ایول یاد می‌شود. در این بازی بر خلاف قسمت‌های پیشین که از زاویه دید سوم شخص و دوربین ثابت استفاده می‌کردند، زاویه دید بازی‌باز به اول شخص و دوربین متحرک تغییر یافت.
این بازی، چهارمین بازی ساخته شده در سری رزیدنت ایول محسوب می‌شود، ولی از آنجایی که یک بازی فرعی است از اهمیت کمتر برخوردار است و شماره ۴ در نام آن ذکر نشده است ولی در ایران این بازی با عنوان "رزیدنت اویل ۴" و با جلد/کاور بازی اصلی و ۴ام این سری که در سال ۲۰۰۵ منتشر شد، توزیع شده است که نباید با آن اشتباه شود.

## داستان
رویدادهای بازی در سال ۱۹۹۸ و در شهری قرنطینه شده به دلیل گسترش ویروس، در یک جزیره کوچک و خیالی به نام «شینا» اتفاق افتاده است. آرک تامپسون (Ark Thompson) شخصیت اصلی این بازی است. این کارآگاه پس از درخواست دوست خود لیان اس. کندی، پا به جزیره شینا گذاشت تا پیرامون فعالیت‌های غیرقانونی و مخفیانهٔ مقر شرکت آمبرلا در این جزیره اطلاعات جمع‌آوری کند.
زمانی که او به جزیره رسید با وینسنت گلدمن ملاقات کرد تا اطلاعاتی از اندی هالند را از او دریافت کند. در ادامه گلدمن از نیت تامپسون آگاه می‌شود و تلاش می‌کند که او را بکشد. آرک موفق به فرار می‌شود و خود را به بالای بام می‌رساند؛ وینسنت نیز به دنبال او می‌رود. تامپسون یک بالگرد را در آنجا دید و به کمک آن از آنجا می‌گریزد. وینسنت نیز زمانی که بالگرد در حال پرواز بود خود را رسانده و پایهٔ بالگرد را می‌گیرد. در نهایت وینسنت سقوط کرده و سپس آرک نیز با بالگرد سقوط می‌کند. پس از این رخداد، آرک تامپسون از این خطر نجات یافت اما پس از ضرب دیدگی سرش، حافظهٔ خود را از دست می‌دهد.
او دیگر مأموریت و دلیل حضورش در این جزیره را به یاد نمی‌آورد؛ جزیره‌ای که مردمان آن اکنون، پس از شیوع ویروس تی، به زامبی تبدیل شده بودند. آرک در ادامه جسد وینسنت را در خیابان مشاهده می‌کند اما باز هم چیزی را به خاطر نمی‌آورد. درحقیقت وینسنت نیز زنده بود و در ادامه بازهم تلاش می‌کند تا آرک را نابود کند. با پیشبرد داستان، تامپسون با دو کودک به نام‌های لت کلین و لی‌لی کلین آشنا شد که آن دو هنوز زنده بودند و برای خروج از شهر در تلاش بودند. این دو کودک فرزندان دکتر کلین، طراح نمونه ای جدید از پروژهٔ تایرنت به نام «هیپنوس» بودند. با پیشبرد داستان آرک رفته رفته حافظهٔ خود را بازمی‌یابد و مدارک خوبی را برضد آمبرلا می‌یابد. در ادامه وینسنت هیپنوس را برای نابود کردن آرک آزاد می‌کند اما پیش از آن خودش توسط هیپنوس کشته می‌شود. آرک پس از شکست دادن هیپنوس، به همراه دو کودک با استفاده از بالگرد از جزیره می‌گریزد.

## امتیازهای بازی
| گردآورنده  | امتیاز         |
| ---------- | -------------- |
| گیم‌رنکینگز | ۴۲.۱۱٪ (۹ نقد) |
| متاکریتیک  | ۳۹٪ (۱۰ نقد)   |

| ناشر         | امتیاز     |
| ------------ | ---------- |
| فامیتسو      | ۳۱/۴۰      |
| گیم اینفورمر | ۴/۱۰       |
| گیم‌پرو       | PS:        |
| گیم‌اسپات     | ۴.۱/۱۰     |
| آی‌جی‌ان       | ۴/۱۰       |
| ام! گیمز     | PS: ۴۱/۱۰۰ |